# Ледлі Кінг
Ле́длі Кінг (англ. Ledley King; нар. 12 жовтня 1980, Лондон) — англійський футболіст, центральний захисник клубу «Тоттенгем Готспур» та національної збірної Англії.

## Клубна кар'єра
Вихованець футбольної школи клубу «Тоттенхем Хотспур». Дорослу футбольну кар'єру розпочав 1998 року в основній команді того ж клубу, кольори якої захищав протягом 14 сезонів. 

## Виступи за збірну
2002 року дебютував в офіційних матчах у складі національної збірної Англії. Провів у формі головної команди країни 21 матч, забивши 2 голи. 
У складі збірної був учасником чемпіонату Європи 2004 року у Португалії, а також чемпіонату світу 2010 року у ПАР.

## Статистика виступів

### Статистика клубних виступів
| сезон     | Клуб                | Ліга         | Ігри | Голи |
| --------- | ------------------- | ------------ | ---- | ---- |
| 1998/1999 | «Тоттенхем Хотспур» | Прем'єр-ліга | 1    | 0    |
| 1999/2000 | «Тоттенхем Хотспур» | Прем'єр-ліга | 3    | 0    |
| 2000/2001 | «Тоттенхем Хотспур» | Прем'єр-ліга | 18   | 1    |
| 2001/2002 | «Тоттенхем Хотспур» | Прем'єр-ліга | 32   | 0    |
| 2002/2003 | «Тоттенхем Хотспур» | Прем'єр-ліга | 25   | 0    |
| 2003/2004 | «Тоттенхем Хотспур» | Прем'єр-ліга | 29   | 1    |
| 2004/2005 | «Тоттенхем Хотспур» | Прем'єр-ліга | 38   | 2    |
| 2005/2006 | «Тоттенхем Хотспур» | Прем'єр-ліга | 26   | 3    |
| 2006/2007 | «Тоттенхем Хотспур» | Прем'єр-ліга | 21   | 0    |
| 2007/2008 | «Тоттенхем Хотспур» | Прем'єр-ліга | 4    | 0    |
| 2008/2009 | «Тоттенхем Хотспур» | Прем'єр-ліга | 24   | 1    |
| 2009/2010 | «Тоттенхем Хотспур» | Прем'єр-ліга | 20   | 2    |
| 2010/2011 | «Тоттенхем Хотспур» | Прем'єр-ліга | 6    | 0    |
| 2011/2012 | «Тоттенхем Хотспур» | Прем'єр-ліга | 9    | 0    |
| Усього:   |                     |              | 256  | 10   |

## Титули і досягнення
- Володар Кубка англійської ліги (1):

«Тоттенгем Готспур»: 2007-08